# Ванский муниципалитет
Ванский муниципалитет (груз. ვანის მუნიციპალიტეტი vanis municipʼalitʼetʼi) — муниципалитет в Грузии, входящий в состав края Имеретия. Находится на западе Грузии, на территории исторической области Имеретия. Административный центр — Вани.

## История
Ванский район был образован в 1929 году в составе Кутаисского округа, с 1930 года в прямом подчинении Грузинской ССР. В 1951—1953 годах входил в состав Кутаисской области. 2 января 1963 года упразднён, 23 декабря 1964 года восстановлен.

## Население
По состоянию на 1 января 2018 года численность населения муниципалитета составила 22 790 жителей, на 1 января 2014 года — 33,5 тыс. жителей.
Согласно переписи 2002 года население района (муниципалитета) составило 34 464 чел. По оценке на 1 января 2008 года — 33,7 тыс. чел.
| Грузины | Русские | Абхазы | Азербайджанцы | Осетины | Греки  | Украинцы |
| 99,5 %  | 0,3 %   | 0,07 % | 0,05 %        | 0,04 %  | 0,03 % | 0,03 %   |

| Грузины  | 24 465 | 99,81 %  |
| Русские  | 31     | 0,13 %   |
| Украинцы | 8      | 0,03 %   |
| Греки    | 4      | 0,02 %   |
| Армяне   | 3      | 0,01 %   |
| другие   | 1      | 0,00 %   |
| всего    | 24 512 | 100,00 % |

## Список населённых пунктов
В состав муниципалитета входит 41 населённых пунктов, в том числе 1 город.
- Вани (груз. ვანი)
- Амаглеба (груз. ამაღლება)
- Баботи (груз. ბაბოთი)
- Багинети (груз. ბაგინეთი)
- Гадиди (груз. გადიდი)
- Дзулухи (груз. ძულუხი)
- Дихашхо (груз. დიხაშხო)
- Дуцхуни (груз. დუცხუნი)
- Зеда-Бзвани (груз. ზედა ბზვანი)
- Зеда-Вани (груз. ზედა ვანი)
- Зеда-Гора (груз. ზედა გორა)
- Зеда-Мукеди (груз. ზედა მუქედი)
- Зеда-Эцер-Тобаниери (груз. ზედა ეწერ-ტობანიერი)
- Зеиндари (груз. ზეინდარი)
- Зенобани (груз. ზენობანი)
- Имерухути (груз. იმერუხუთი)
- Инашаури (груз. ინაშაური)
- Исрити (груз. ისრითი)
- Кведа-Бзвани (груз. ქვედა ბზვანი)
- Кведа-Гора (груз. ქვედა გორა)
- Кведа-Мукеди (груз. ქვედა მუქედი)
- Кумури (груз. ყუმური)
- Кушубаури (груз. კუშუბაური)
- Маисаури (груз. მაისაური)
- Микелепони (груз. მიქელეფონი)
- Мтисдзири (груз. მთისძირი)
- Онджохети (груз. ონჯოხეთი)
- Перета (груз. ფერეთა)
- Романети (груз. რომანეთი)
- Саломинао (груз. სალომინაო)
- Салхино (груз. სალხინო)
- Сапрасиа (груз. საპრასია)
- Сулори (груз. სულორი)
- Ткелвани (груз. ტყელვანი)
- Тобаниери (груз. ტობანიერი)
- Ухути (груз. უხუთი)
- Цихесулори (груз. ციხესულორი)
- Цихисубани (груз. ციხისუბანი)
- Чаган-Чквиши (груз. ჭაგან-ჭყვიში)
- Чквиши (груз. ჭყვიში)
- Шуа-Гора (груз. შუა გორა)
- Шуамта (груз. შუამთა)